# Distribució khi no central
En teoria i estadística de probabilitats, la distribució khi no central és una generalització no central de la distribució khi. També es coneix com a distribució de Rayleigh generalitzada.

## Definició
Si {\displaystyle X_{i}} són k variables aleatòries independents, distribuïdes normalment amb mitjanes {\displaystyle \mu _{i}} i variancia {\displaystyle \sigma _{i}^{2}}, després l'estadística
{\displaystyle Z={\sqrt {\sum _{i=1}^{k}\left({\frac {X_{i}}{\sigma _{i}}}\right)^{2}}}}
es distribueix segons la distribució de khi no central. La distribució de khi no central té dos paràmetres: {\displaystyle k} que especifica el nombre de graus de llibertat (és a dir, el nombre de {\displaystyle X_{i}}), i {\displaystyle \lambda } que es relaciona amb la mitjana de les variables aleatòries {\displaystyle X_{i}} per:
{\displaystyle \lambda ={\sqrt {\sum _{i=1}^{k}\left({\frac {\mu _{i}}{\sigma _{i}}}\right)^{2}}}}

## Propietats[4]

### Funció de densitat de probabilitat
La funció de densitat de probabilitat (pdf) és
{\displaystyle f(x;k,\lambda )={\frac {e^{-(x^{2}+\lambda ^{2})/2}x^{k}\lambda }{(\lambda x)^{k/2}}}I_{k/2-1}(\lambda x)}
on {\displaystyle I_{\nu }(z)} és una funció de Bessel modificada del primer tipus.